# Жарлыкасын, Ержет Есенжанулы
Ержет Есенжанулы Жарылкасын (26 августа 2000) — казахстанский борец греко-римского стиля. Чемпион Казахстана по греко-римской борьбе 2024 года и чемпион Азии по греко-римской борьбе 2024 года.Серебряный призёр чемпионата мира по борьбе 2024.

## Спортивные результаты
- Чемпионат Казахстана по греко-римской борьбе 2024 — [3].
- Чемпионат Азии по борьбе 2024 — [1][2].